# Adenocalymma nodosum
Adenocalymma nodosum là một loài thực vật có hoa trong họ Chùm ớt. Loài này được (Silva Manso) L.G.Lohmann mô tả khoa học đầu tiên năm 2010.